# 만자와촌
만자와촌(万沢村)은 야마나시현 미나미코마군에 있던 촌이다. 현재의 난부정에 해당한다.

## 역사
- 1889년 7월 1일 - 정촌제 시행에 의해 미나미코마군 만자와촌이 성립하였다.
- 1955년 2월 11일 - 도미카와촌과 합병해 도미자와정이 성립하여, 동일 만자와촌은 폐지되었다.

## 촌내 인구
- 1920년 2,597명
- 1925년 2,515명
- 1930년 2,400명
- 1935년 2,315명
- 1940년 2,577명
- 1947년 2,801명
- 1950년 2,844명

(국세조사)

## 교통

### 도로
- 국도 제52호선

## 참고문헌
- 『市町村名変遷辞典』東京堂出版、1990年。
- 佐乃屋本店HomePage -萬澤村風土記-